# Djomeh
Pour plus de détails, voir Fiche technique et Distribution.
Djomeh ou Djomeh, l'histoire du garçon qui tombait amoureux est un film iranien, sorti en 2000.

## Fiche technique
- Titre : Djomeh
- Réalisation : Hassan Yektapanah
- Scénario : Hassan Yektapanah
- Photographie : Ali Loghmani
- Pays d'origine : Iran
- Date de sortie : 2000

## Distribution
- Rashid Akbari : Habib
- Mahmoud Behraznia : Agha Mohmoud
- Mahbobeh Khalili : Setareh
- Jalil Nazari : Djomeh